# Amos Mansdorf
Amos Mansdorf (n, 20 de octubre de 1965 en Tel Aviv, Israel) es un exjugador de tenis israelí. En su carrera ha conquistado 6 torneos ATP y su mejor posición en el ranking de individuales fue N.º 18 el 16 de noviembre de 1987 y en el de dobles fue N.º 67 el 19 de mayo de 1986.